# Treeing Tennessee Brindle
Treeing Tennessee Brindle är en hundras från USA, en coonhound. Under början av 1960-talet började en jaktintresserad predikant annonsera efter brindlefärgade drivande blandrashundar, Cur Hounds, från Appalacherna och Ozarkbergen. Han ville ha en hund som behärskade både drevskall och ståndskall när vilt tagit tillflykt till  träden. Viltslagen är i första hand tvättbjörn och ekorrar. År 1967 bildades en rasklubb och rasnamnet fastslogs. Sedan 1995 kan hundarna registreras i American Kennel Clubs (AKC) sidoregister Foundation Stock Service (FSS).